# Ferenc Helbing

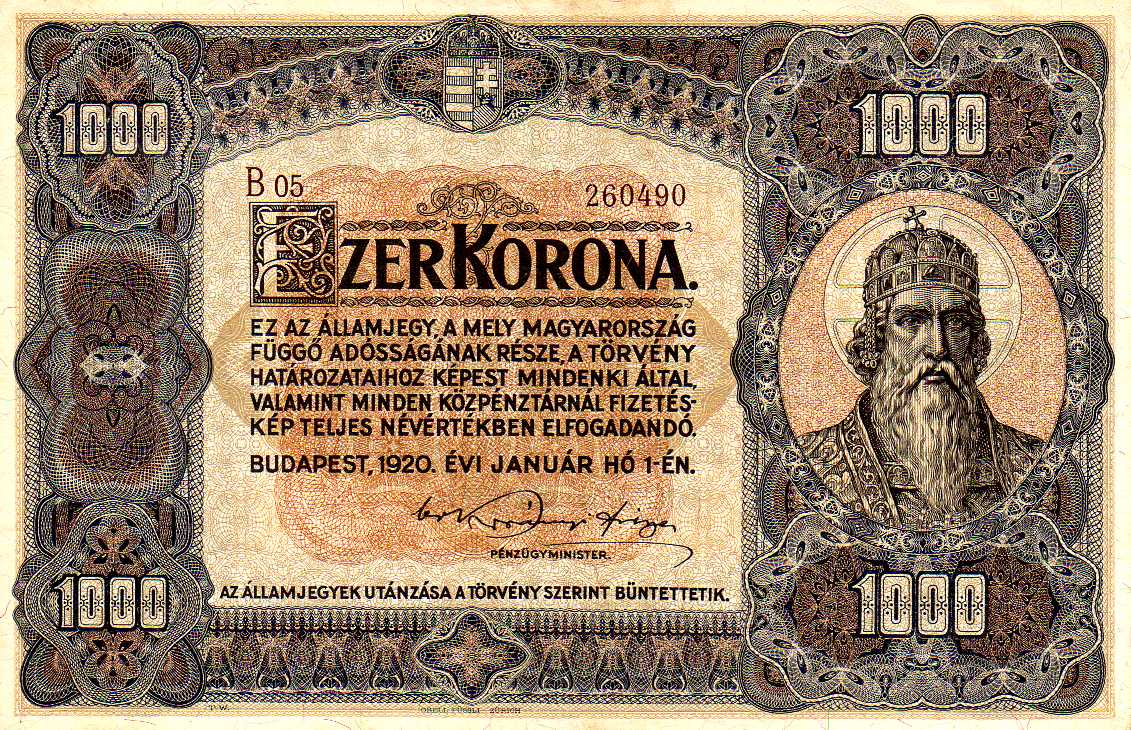
Banknot o wartości 1000 koron węgierskich zaprojektowany przez Helbinga w 1920 roku

Ferenc Helbing (ur. 25 grudnia 1870 w Érsekújvár, zm. 28 stycznia 1958 w Budapeszcie) – węgierski malarz i grafik. Był też rektorem Uniwersytetu Sztuki i Projektowania im. László Moholy-Nagy’a.
Ferenc urodził się w 1870 roku w Nowych Zamkach (obecna Słowacja). Wieku 22 lat ukończył kurs litograficzny, a następnie studia malarskie oraz graficzne, po których pracował jako drukarz. W 1906 roku został wykładowcą w Szkole Graficznej oraz na Akademii Sztuk Pięknych gdzie uczył do 1936 roku. Podczas pracy naukowej opracował własny styl graficzny dzięki czemu szybko się stał jednym z najsłynniejszych przedstawicieli węgierskiej sztuki. Oprócz pracy graficznej pracował jako ilustrator, malarz oraz twórca plakatów. Ferenc jest laureatem licznych nagród krajowych oraz zagranicznych. Niektóre z jego prac do dziś mają ekspozycję w budapeszteńskiej galerii narodowej.
Ferenc Helbing zmarł w Budapeszcie w 1958 roku w wieku 88 lat.